# Coenobitidae
Coenobitidae là một họ cua ẩn sĩ, được biết đến rộng rãi do thói quen trên mặt đất của chúng. Có 18 loài trong hai chi:
- Coenobita Latreille, 1829
  - Coenobita brevimanus Dana, 1852
  - Coenobita carnescens Dana, 1851
  - Coenobita cavipes Stimpson, 1858
  - Coenobita clypeatus (Fabricius, 1787)
  - Coenobita compressus H. Milne-Edwards, 1836
  - Coenobita longitarsis De Man, 1902
  - Coenobita olivieri Owen, 1839
  - Ốc dâu tây H. Milne-Edwards, 1837
  - Coenobita pseudorugosus Nakasone, 1988
  - Coenobita purpureus Stimpson, 1858
  - Coenobita rubescens Greeff, 1884
  - Coenobita rugosus H. Milne-Edwards, 1837
  - Coenobita scaevola (Forskål, 1775)
  - Coenobita spinosus H. Milne-Edwards, 1837
  - Coenobita variabilis McCulloch, 1909
  - Coenobita violascens Heller, 1862
  - Coenobita lila Rahayu, Shih & Ng, 2016
- Birgus Leach, 1816
  - Birgus latro (Linnaeus, 1767) – Cua dừa

## Hình ảnh

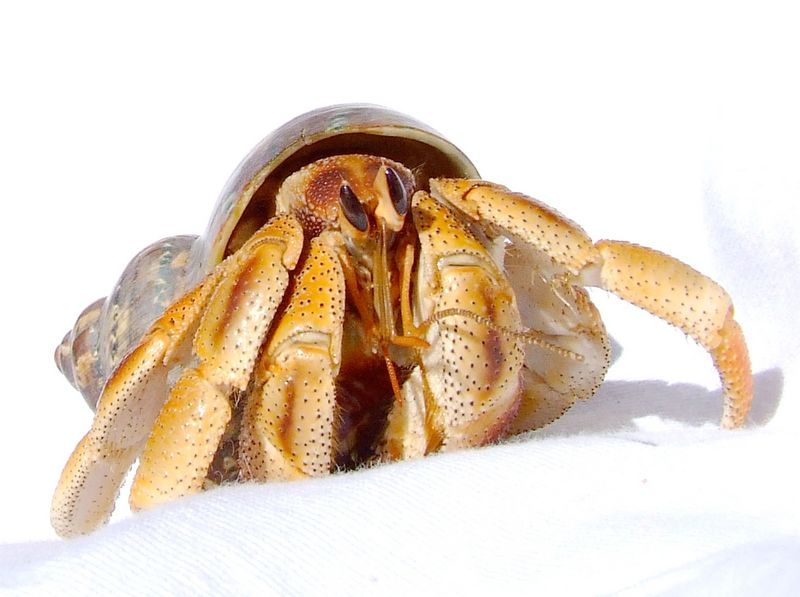
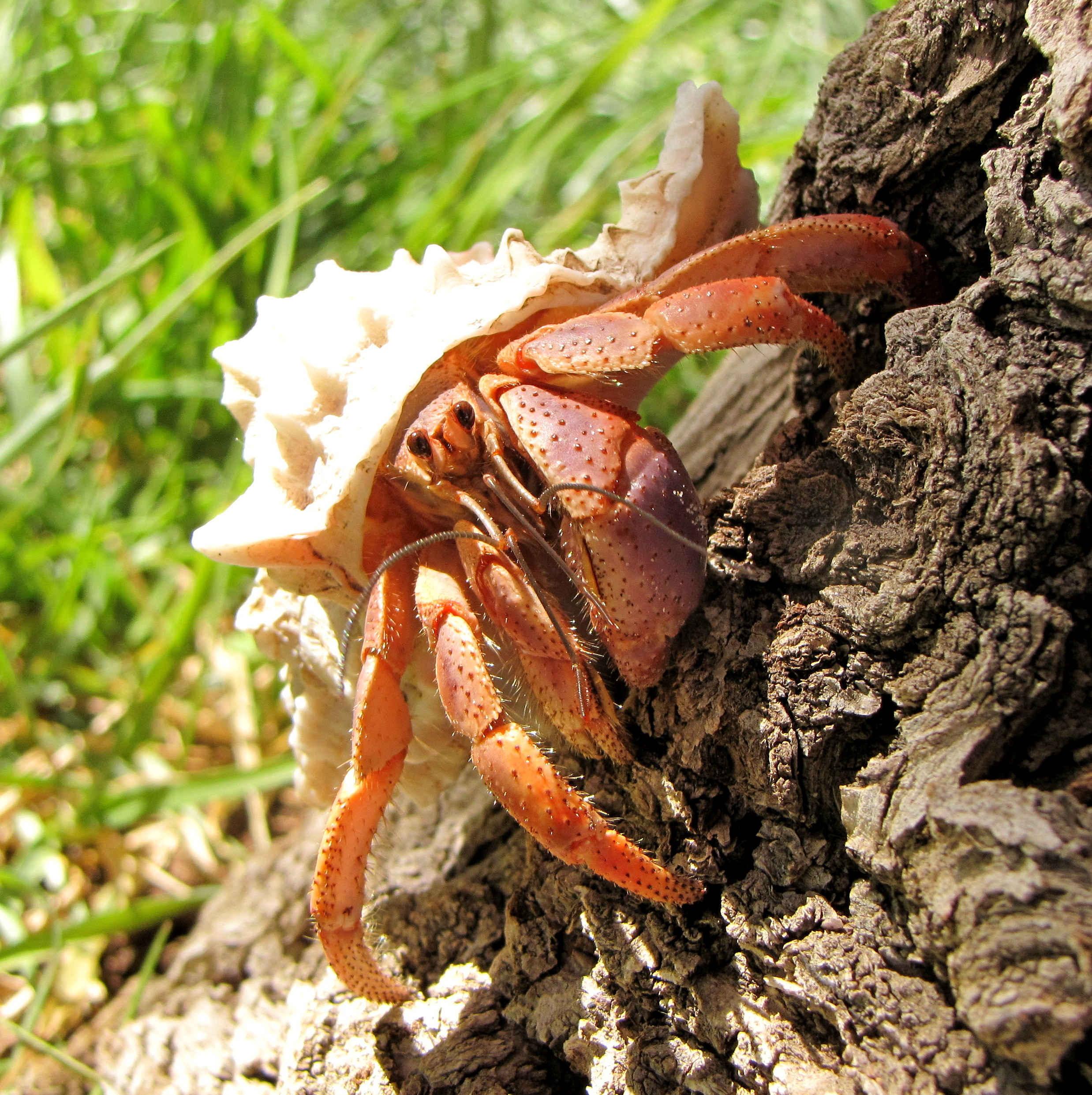
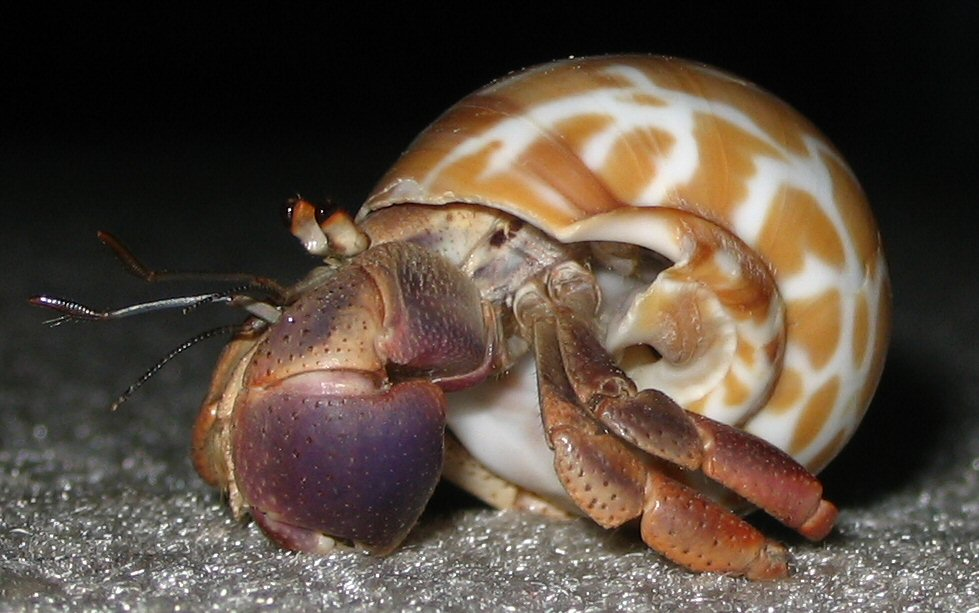
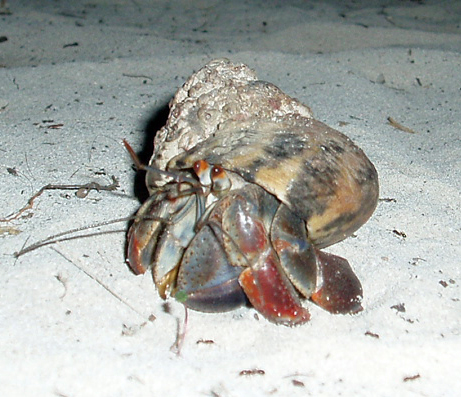